# Paul McNulty (musicien)
Paul McNulty, né le 21 octobre 1953 à Houston (Texas), est un musicien américain et un facteur de piano-forte, décrit par le New Grove comme « célèbre pour le haut niveau de [ses] instruments. » La gamme des modèles qu'il copie s'étend des premiers pianos classiques, tels que 1749 Silbermann, 1788 Stein et 1792 Walter, aux instruments romantiques, tels que 1819 et 1836 Graf, 1830 Pleyel, 1846 Boisselot et 1868 Streicher. La diversité des productions de McNulty a ainsi aidé à « fournir une occasion d'étendre la pratique de l'interprétation du clavier pour inclure le répertoire de piano du XIXe siècle (New Grove). »

## Biographie
En 1976, il commence ses études musicales avec une formation pour guitare classique au conservatoire Peabody, découvre par la suite sa passion pour les instruments d'époque et étudie entre autres le luth. En 1978 il est admis à la New England School of Stringed Keyboard Instrument Technology (École technique pour les instruments à cordes et à clavier), où il étudie chez Bill Garlick et reçoit une formation d'accordeur de piano. 
Après avoir participé à un séminaire à la fabrique de pianos Steinway à New York, il aurait pu de ce pas travailler comme restaurateur et technicien dans la célèbre maison, mais il décide d'embrasser une carrière de facteur de piano-forte. Dans ce but, il suit une formation de deux ans chez Robert Smith à Somerville au Massachusetts. Son tout premier piano-forte est acheté par la Norwegian Academy of Music, et depuis maintenant 25 ans, il fonctionne de façon impeccable. Enchanté par le son de cet instrument, le pianiste autrichien Paul Badura-Skoda passe une commande à Paul McNulty, tout comme Trevor Pinnock, qui commande un instrument pour son concert au Carnegie Hall. 
En septembre 2018, les pianoforte McNulty Graf 1819, Pleyel 1830 et Boisselot 1826 ont été utilisés dans le premier Concours international de Chopin sur les instruments d'époque (dirigé par l'Institut Fryderyk Chopin). 
En 1986, John Gibbons invite Paul McNulty à l'accompagner lors de sa tournée en Europe avec l'Orchestre du XVIIIe siècle de Frans Bruggen,. Gibbons joue les concertos pour piano K. 491en do mineur et K.466 en ré mineur de Mozart et le piano-forte de Paul McNulty devient l'attraction des concerts. La même année, il déménage à Amsterdam. Lors de l'EXPO à Bruges en Belgique, ses pianos-forte font sensation et de nombreuses commandes vont suivre.
Ses longues recherches pour trouver les meilleurs matériaux pour ses pianos-forte, l'amènent en République tchèque. Depuis 1995, il vit à Divišov. En 2004 il a épousé la pianiste russo-canadienne Viviana Sofronitsky.

## Pianos-forte de Paul McNulty
- piano-forte d'après Silbermann, 1749
- piano-forte d'après J.A. Stein, vers 1788;
- piano-forte d'après Walter, 1792; Walter & Sohn 1805
- piano-forte d'après Johann Fritz 1812
- piano-forte d'après C. Graf, 1819, op. 318; 1822, 1836
- piano-forte d'après Buchholtz 1826
- piano-forte d'après J. Pleyel, 1830;
- piano-forte d'après Boisselot, 1846, op. 2800.
- piano d'après Streicher, 1868[9].

En 2009, il crée la première copie moderne d'un piano français de cette époque; il s'agit de l'instrument favori de Chopin,. Il travaille aussi sur une copie du piano personnel de Franz Liszt, le Boisselot 2800, 1846. Cet instrument fut fait en 1846 pour la tournée de Liszt en Russie en 1847. En 2015, McNulty a étendu sa liste de premiers exemplaires modernes avec un piano Streicher, connu pour être le modèle de piano préféré de Brahms. En 2020, Paul McNulty a produit son premier pianoforte Silbermann pour le professeur Malcolm Bilson.
Depuis 1985, Paul McNulty a créé plus de 300 pianos, pour des particuliers et des institutions comme entre autres le Festival international Chopin, le Concours international Chopin sur les instruments d'époque, l'Institut Frédéric-Chopin (Pologne); Opéra national de Paris, Les Musiciens du Louvre, université Paris-Sorbonne, Conservatoire national supérieur de musique et de danse de Paris, le Conservatoire de Versailles (France); Paul Badura-Skoda, Katia et Marielle Labèque, Nikolaus Harnoncourt, Malcolm Bilson, Kristian Bezuidenhout, Ronald Brautigam.